# Ixia flexuosa
Ixia flexuosa là một loài thực vật có hoa trong họ Diên vĩ. Loài này được L. miêu tả khoa học đầu tiên năm 1762.